# Eslovaquia en los Juegos Paralímpicos de Salt Lake City 2002
Eslovaquia estuvo representada en los Juegos Paralímpicos de Salt Lake City 2002 por catorce deportistas, doce hombres y dos mujeres.

## Medallistas
El equipo paralímpico eslovaco obtuvo las siguientes medallas:
| Nombre             | Deporte        | Evento                             |
| ------------------ | -------------- | ---------------------------------- |
| Oro                |                |                                    |
| —                  |                |                                    |
| Plata              |                |                                    |
| Marián Baláž       | Biatlón        | 7,5 km ceguera masculino           |
| Radomír Dudáš      | Esquí alpino   | Eslalon B1-2 masculino             |
| Vladimír Gajdičiar | Esquí de fondo | 5 km silla de esquí LW12 masculino |
| Bronce             |                |                                    |
| Jozef Mesik        | Biatlón        | 7,5 km de pie masculino            |
| Iveta Chlebáková   | Esquí alpino   | Eslalon LW6/8 femenino             |
| Iveta Chlebáková   | Esquí alpino   | Eslalon gigante LW6/8 femenino     |
| Štefan Kopčík      | Esquí alpino   | Eslalon B1-2 masculino             |
| Norbert Holík      | Esquí alpino   | Eslalon B3 masculino               |
| Radomír Dudáš      | Esquí alpino   | Eslalon gigante B1-2 masculino     |